# سلمي رضا
سلمي رضا (بالتركية: Selma Rıza)‏ (5 فبراير 1872، إسطنبول في تركيا - 5 أكتوبر 1931، إسطنبول في تركيا)؛ صحفية وروائية تركية. درست في جامعة باريس.